# Krystyna Duniec
Krystyna Maria Duniec (ur. 1 lutego 1952) – polska teatrolożka, profesor w Zakładzie Historii i Teorii Teatru Instytutu Sztuki PAN, związana także z Uniwersytetem SWPS w Warszawie i Collegium Civitas.

## Życiorys
W 1976 ukończyła studia magisterskie na Wydziale Polonistyki Uniwersytetu Warszawskiego. Od 1977 związana jest z Instytutem Sztuki PAN, gdzie w 1993 otrzymała stopień naukowy doktora na podstawie rozprawy pt. Szekspirowskie inscenizacje Leona Schillera 1920-1947 (promotor Edward Krasiński). W 2005 uzyskała stopień doktora habilitowanego na podstawie dorobku naukowego oraz rozprawy „Jan Kreczmar. Grał jakby uczył”. W 2015 nadano jej tytuł profesorski.
W 2009 otrzymała (wspólnie z Joanną Krakowską) nagrodę w Konkursie „Promocja najnowszej literatury polskiej” za książkę SOC i SEX. Diagnozy teatralne. W 2009 wyróżniona za tę samą książkę w Konkursie Literackim Fundacji Kultury.
W latach 2003–2007 była redaktorką biuletynu teatrologicznego „Rzeczy Teatralne”, dokumentującego działalność polskich ośrodków naukowych zajmujących się badaniami nad teatrem.

## Wybrane publikacje
- Kaprysy Prospera. Szekspirowskie inscenizacje Leona Schillera, Oficyna Wydawnicza „Errata”, Warszawa 1998.
- Jan Kreczmar – grał jakby uczył, Instytut Sztuki PAN, Warszawa 2004.
- [z Joanną Krakowską] Soc i sex: diagnozy teatralne i nieteatralne, Oficyna Wydawnicza Errata, Warszawa, 2009 (wyd. 2, Wydawnictwo Krytyki Politycznej, Warszawa 2014).
- Ciało w teatrze: perspektywa antropologiczna, Instytut Sztuki Polskiej Akademii Nauk, Warszawa 2012.
- [z Joanną Klass i Joanną Krakowską, ed.] (A)pollonia. Twenty-first century Polish Drama and Texts for the Stage, The University of Chicago Press, Chicago 2014.